# 10678 Alilagoa
10678 Alilagoa è un asteroide della fascia principale. Scoperto nel 1979, presenta un'orbita caratterizzata da un semiasse maggiore pari a 2,2673796 UA e da un'eccentricità di 0,1367218, inclinata di 5,84275° rispetto all'eclittica.